# Haemulidae
Los hemúlidos llamado también burros y roncos (Haemulidae) son una familia de peces incluida en el orden Perciformes. Se distribuyen por los océanos Atlántico, Índico y Pacífico. Principalmente marinos, algunos de estuario y raras especies de agua dulce.
Tienen una aleta dorsal continua, con 9 a 14 espinas y 11 a 26 radios blandos, la aleta anal con 3 espinas y varios radios blandos. Es muy característica una boca pequeña con labios gruesos, en la cual la mandíbula tiene dientes pero el vómer no los presenta, normalmente con amplios poros en la barbilla y siete hendiduras branquiales. Columna vertebral con 26 o 27 vértebras.
Los adultos permanecen típicamente inactivos durante el día cuando se refugian cerca o bajo las repisas de los arrecifes, mientras que se desplazan durante la noche para alimentarse de invertebrados bentónicos.
Los juveniles son muy populares en acuariología, pero los adultos requieren grandes tanque, pues algunos llegan a alcanzar hasta 60 cm de longitud.
Su pesca tiene cierta importancia comercial en algunos sitios.

## Géneros
Existen alrededor de 150 especies agrupadas en 19 géneros:
- Anisotremus (Gill, 1861) - Chitas
- Boridia (Cuvier en Cuvier y Valenciennes, 1830)
- Brachydeuterus (Gill, 1862) - Burritos y Burros.
- Conodon (Cuvier en Cuvier y Valenciennes, 1830)
- Diagramma (Oken, 1817)
- Genyatremus (Gill, 1862)
- Haemulon (Cuvier, 1829) - Roncos
- Haemulopsis (Steindachner, 1869)
- Hapalogenys (Richardson, 1844)
- Isacia (Jordan y Fesler, 1893)
- Microlepidotus (Gill, 1862)
- Orthopristis (Girard, 1858) - Peces-cerdo
- Parakuhlia (Pellegrin, 1913)
- Parapristipoma (Bleeker, 1873) - Jancos
- Plectorhinchus (Lacepède, 1801)
- Pomadasys (Lacepède, 1802) - Burros y Peces roncadores.
- Xenichthys (Gill, 1863)
- Xenistius (Jordan y Gilbert, 1883)
- Xenocys (Jordan y Bollman, 1890)

## Imágenes

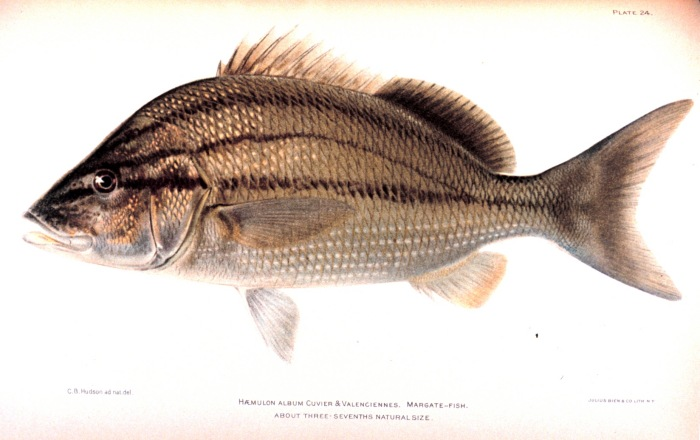
Haemulon album
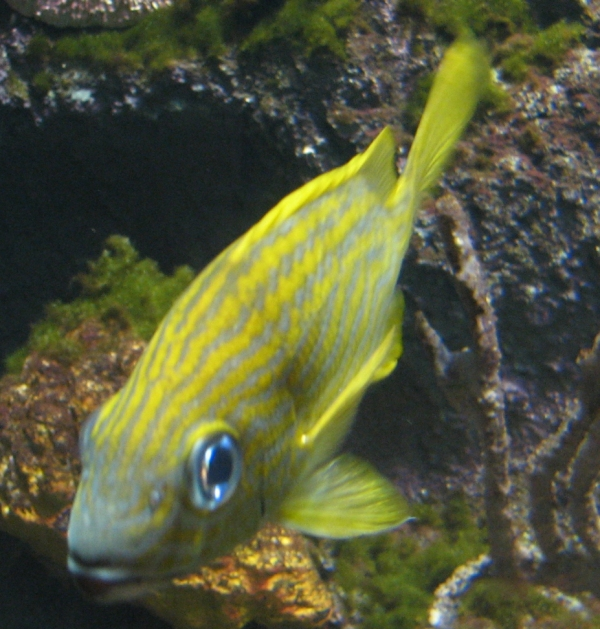
Haemulon flavolineatum
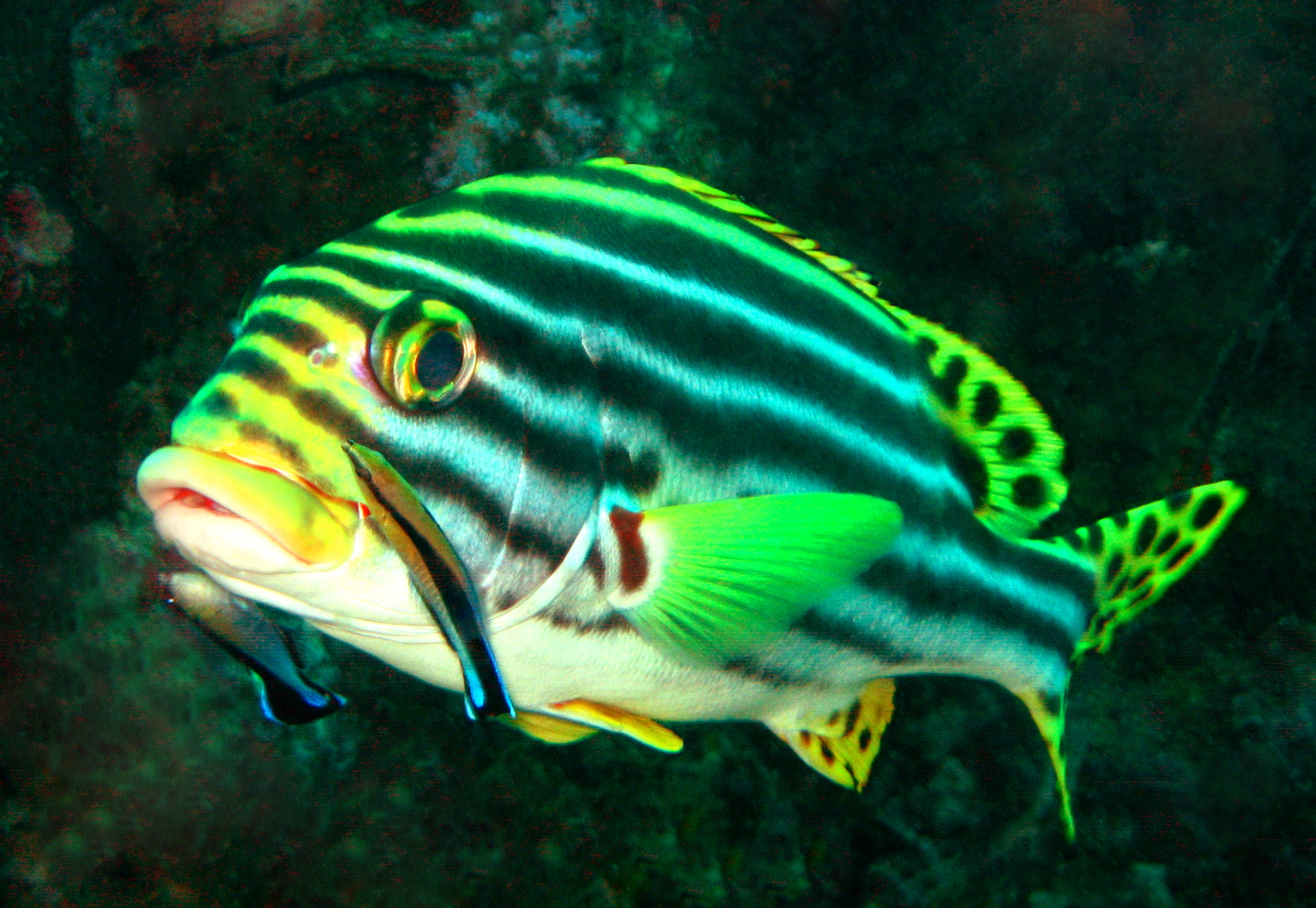
Plectorhinchus orientalis
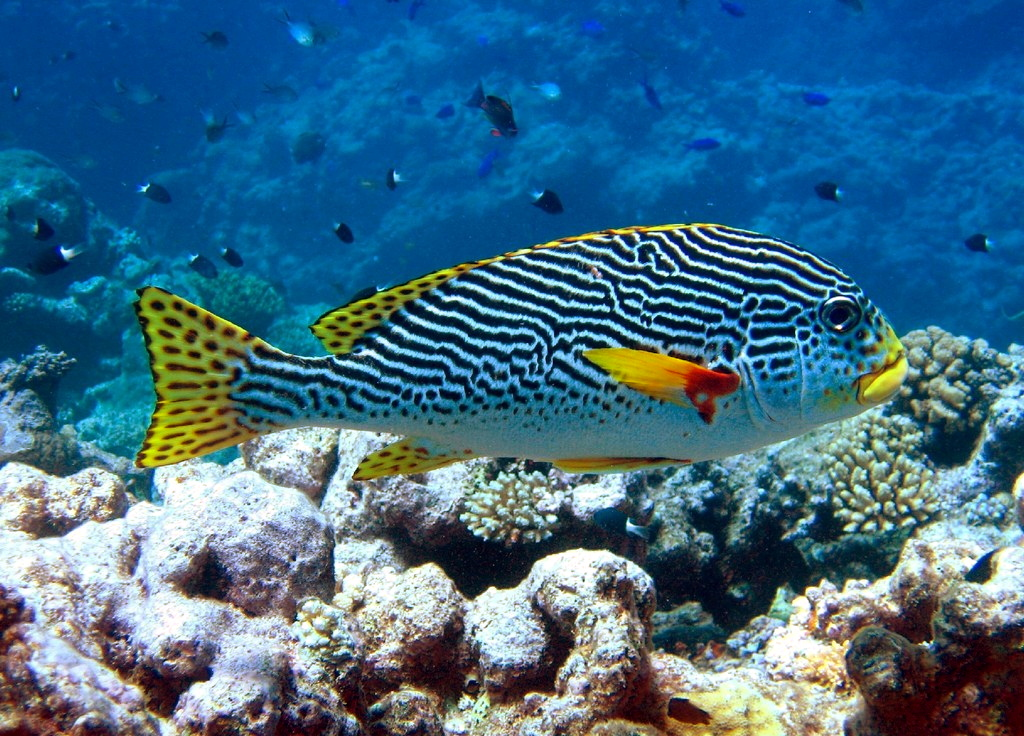
Plectorhinchus lineatus
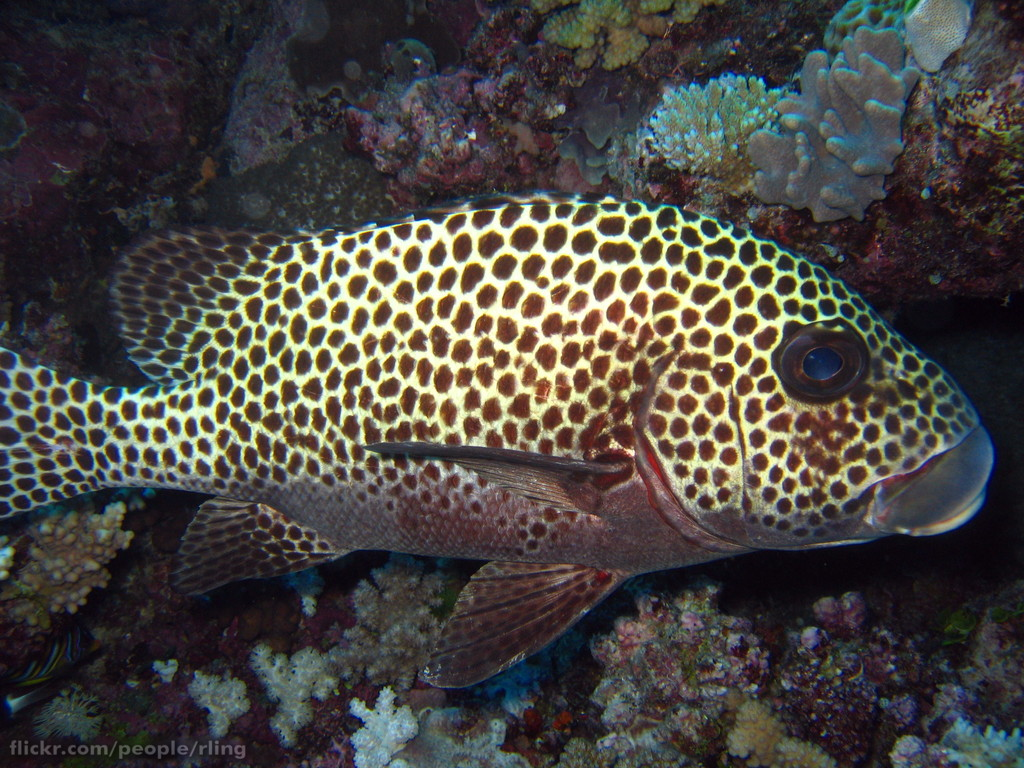
Plectorhinchus chaetodonoides
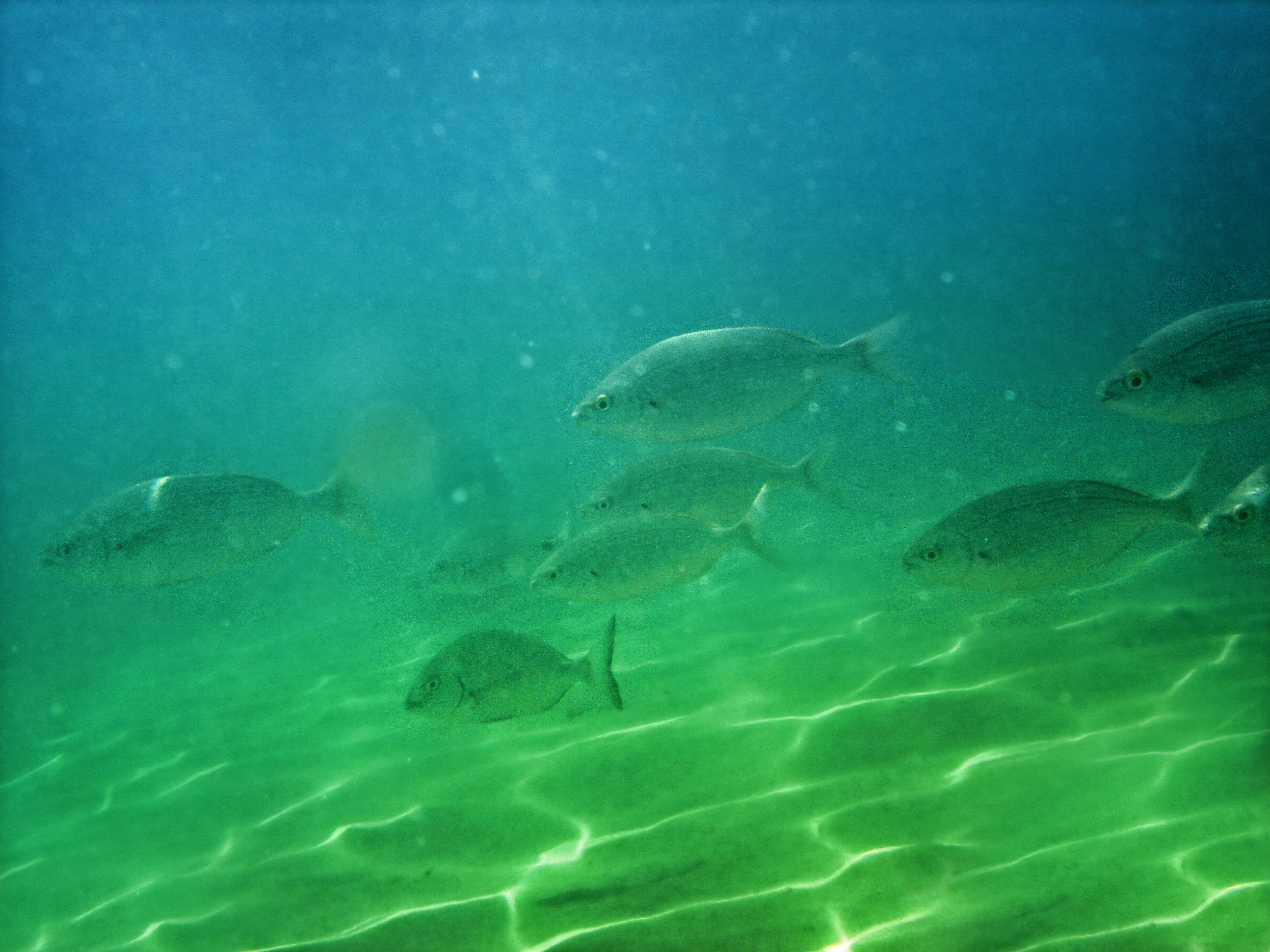
Pez roncador (Pomadasys incisus)
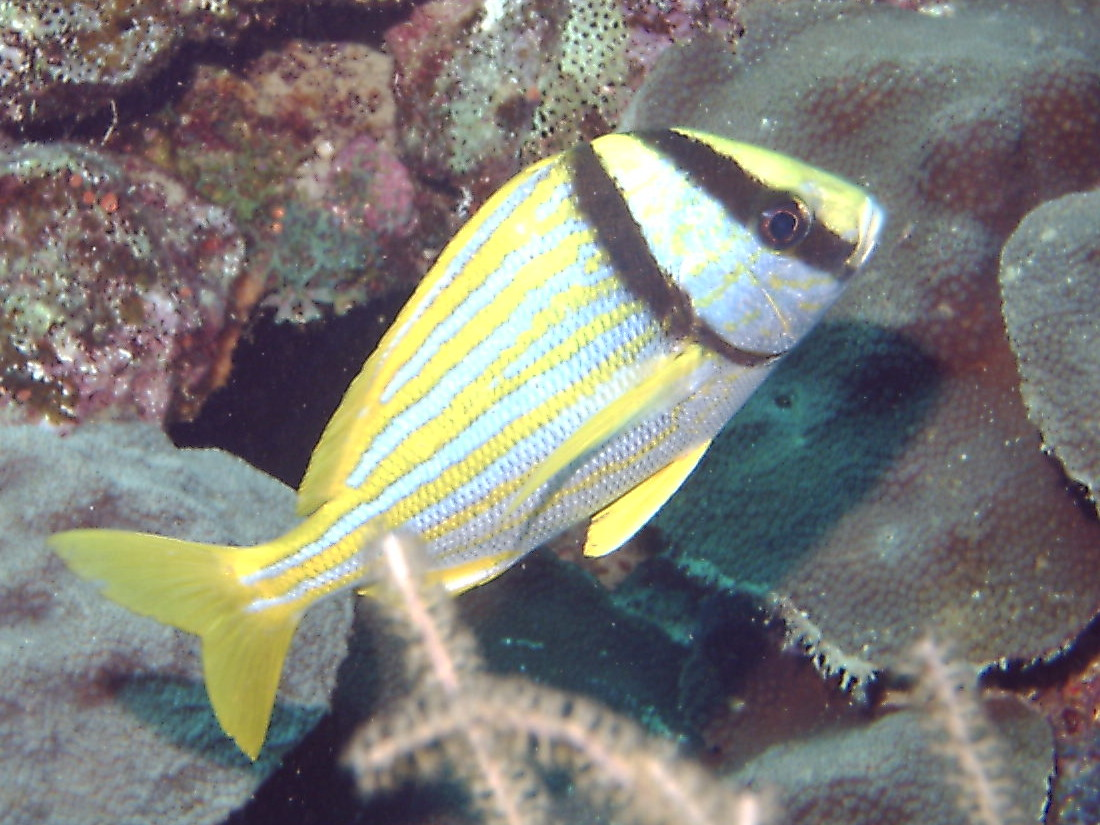
Anisotremus virginicus
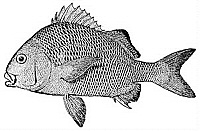
Anisotremus surinamensis
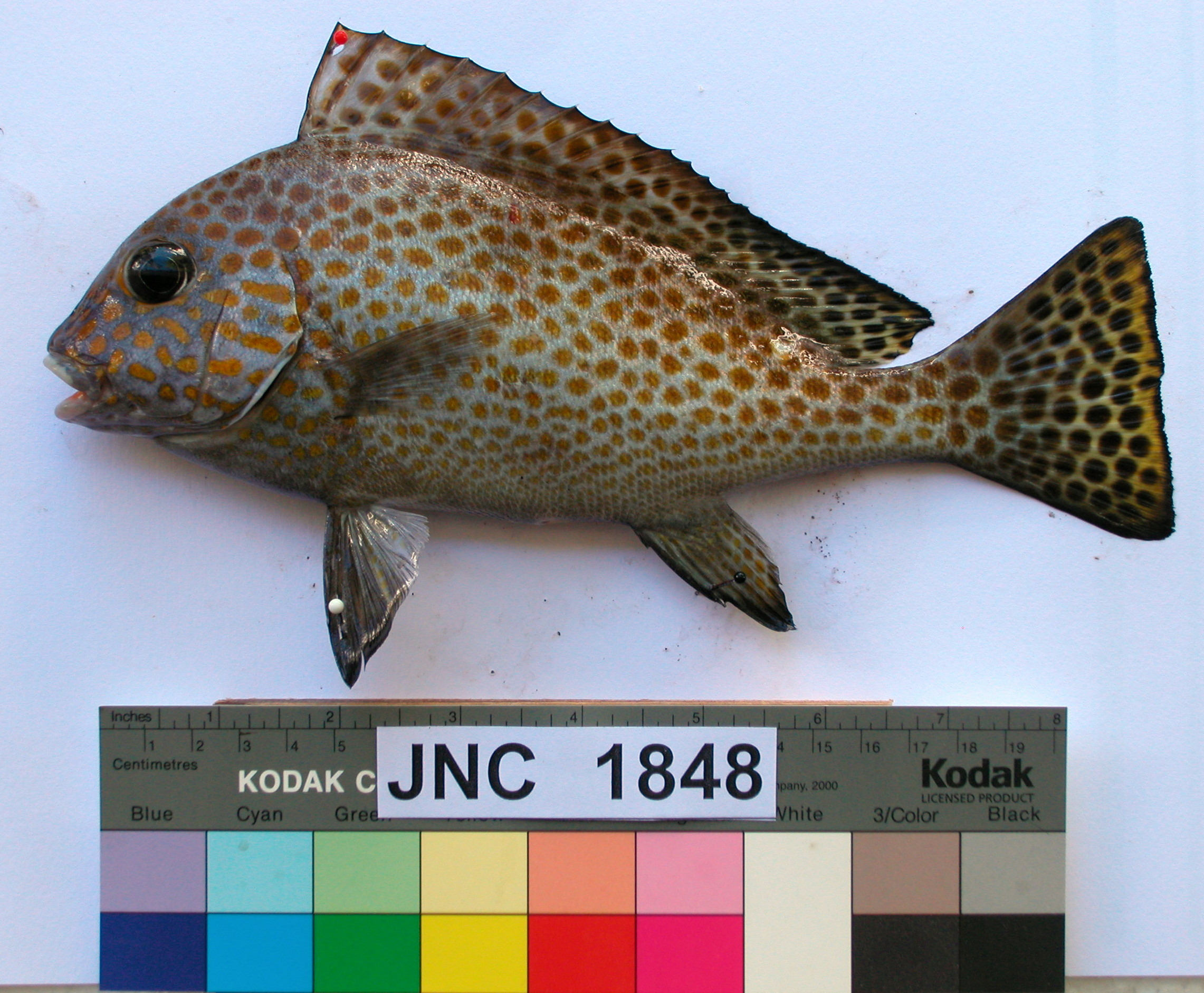
Diagramma pictum